# بيتر كولينز
بيتر كولينز (بالإنجليزية: Peter Collins)‏ هو سياسي أسترالي، ولد في 10 مايو 1947 بليزمور في أستراليا. حزبياً، نشط في الحزب الليبرالي الأسترالي. وقد انتخب مندوب المؤتمر الدستوري الأسترالي 1998 عن دائرة نيوساوث ويلز وقد انضم خلال فترته النيابية (2 فبراير 1998 – 13 فبراير 1998)  للكتلة البرلمانية حكومة نيو ساوث ويلز ‏ وانتخب عضو الجمعية التشريعية نيو ساوث ويلز.